# عرب اجاقی
عرب اجاقی (به لاتین: Ərəbocağı) یک منطقه مسکونی در جمهوری آذربایجان است که در شهرستان آق‌داش واقع شده‌است. عرب اجاقی ۹۵۲ نفر جمعیت دارد.